# يوان يموان
يوان يموان (بالفرنسية: Yoann Lemoine) هو مغني وكاتب أغاني فرنسي، ولد في 16 مارس 1983 في ليون في فرنسا.

## وصلات خارجية
- الموقع الرسمي
- يوان يموان على موقع IMDb (الإنجليزية)
- يوان يموان على موقع ميوزك برينز (الإنجليزية)
- يوان يموان على موقع أول ميوزيك (الإنجليزية)
- يوان يموان على موقع ديسكوغز (الإنجليزية)
- يوان يموان على موقع ديسكوغز (الإنجليزية)
- يوان يموان على موقع قاعدة بيانات الفيلم (الإنجليزية)